# Football League Championship de 2012–13
Football League Championship de 2012–13 (oficialmente, Npower Football League Championship 2012–13) será a nona edição da Football League Championship desde a mudança de nome ocorrida na temporada 2004-05 e a 107ª do segundo nível da Pirâmide do Futebol Inglês.

## Regulamento
A Football League Championship é disputada por 24 clubes em dois turnos. Em cada turno, todos os times jogaram entre si uma única vez. Os jogos do segundo turno serão realizados na mesma ordem do primeiro, apenas com o mando de campo invertido. Os dois primeiros colocados são automaticamente promovidos para a Premier League, e os três últimos rebaixados para a Football League One.

### Play-Off
Play-Off é uma fase extra disputada entre o terceiro ao sexto colocado para definir o terceiro clube promovido para a Premier League. O terceiro enfrenta o sexto colocado, e o quarto enfrenta o quinto colocado em jogos de ida e volta. O vencedor de cada partida se enfrenta em jogo único no Estádio de Wembley, em Londres.

## Participantes
| Clube                  | Cidade             | Estádio              | Capacidade |
| ---------------------- | ------------------ | -------------------- | ---------- |
| Barnsley               | Barnsley           | Oakwell              | 23.009     |
| Birmingham             | Birmingham         | St Andrew's Stadium  | 30.079     |
| Blackburn              | Blackburn          | Ewood Park           | 31.367     |
| Blackpool              | Blackpool          | Bloomfield Road      | 12.555     |
| Bolton                 | Horwich            | Reebok Stadium       | 28.723     |
| Brighton & Hove Albion | Brighton & Hove    | Falmer Stadium       | 22.374     |
| Bristol City           | Bristol            | Ashton Gate Stadium  | 21.497     |
| Burnley                | Burnley            | Turf Moor            | 22.546     |
| Cardiff City           | Cardiff            | Cardiff City Stadium | 26.828     |
| Charlton               | Charlton           | The Valley           | 27.111     |
| Crystal Palace         | Londres            | Selhurst Park        | 26.309     |
| Derby County           | Derby              | Pride Park Stadium   | 33.597     |
| Huddersfield Town      | Huddersfield       | John Smith's Stadium | 24.500     |
| Hull City              | Kingston upon Hull | KC Stadium           | 25.404     |
| Ipswich Town           | Ipswich            | Portman Road         | 30.311     |
| Leeds United           | Leeds              | Elland Road          | 39.460     |
| Leicester City         | Leicester          | Walkers Stadium      | 32.500     |
| Middlesbrough          | Middlesbrough      | Riverside Stadium    | 34.988     |
| Millwall               | Londres            | The Den              | 20.146     |
| Nottingham Forest      | Nottingham         | City Ground          | 30.576     |
| Peterborough United    | Peterborough       | London Road Stadium  | 15,314     |
| Sheffield Wed.         | Sheffield          | Hillsborough Stadium | 39.814     |
| Watford                | Watford            | Vicarage Road        | 23.500     |
| Wolverhampton          | Wolverhampton      | Molineux Stadium     | 28.525     |

### Entradas
Promovidos da League One 2011-12
- Charlton
- Sheffield Wed.
- Huddersfield Town

Rebaixados da Premier League 2011-12
- Bolton
- Blackburn
- Wolverhampton

### Saídas
Promovidos para Premier League 2012-13
- Reading
- Southampton
- West Ham United

Rebaixados para League One 2012-13
- Portsmouth
- Coventry City
- Doncaster Rovers

### Mudança nas regras
- A Football Association e a Associação de Futebol do País de Gales, decidirão em conjunto ações disciplinares para clubes galeses na Premier League e na Football League.[1]
- Apenas cinco jogadores poderão ser nomeados para serem substitutos em cada partida, este número era de sete até a ultima temporada.[2]

## Classificação
| 1  | Cardiff City           | 87 | 46 | 25 | 12 | 9  | 72 | 45 | +27 |
| 2  | Hull City              | 79 | 46 | 24 | 7  | 15 | 61 | 52 | +9  |
| 3  | Watford                | 77 | 46 | 23 | 8  | 15 | 85 | 58 | +27 |
| 4  | Brighton & Hove Albion | 75 | 46 | 19 | 18 | 9  | 69 | 43 | +26 |
| 5  | Crystal Palace         | 72 | 46 | 19 | 15 | 12 | 73 | 62 | +11 |
| 6  | Leicester City         | 68 | 46 | 19 | 11 | 16 | 71 | 48 | +23 |
| 7  | Bolton                 | 68 | 46 | 18 | 14 | 14 | 69 | 61 | +8  |
| 8  | Nottingham Forest      | 67 | 46 | 17 | 16 | 13 | 63 | 59 | +4  |
| 9  | Charlton               | 65 | 46 | 17 | 14 | 15 | 65 | 59 | +6  |
| 10 | Derby County           | 61 | 46 | 16 | 13 | 17 | 65 | 62 | +3  |
| 11 | Burnley                | 61 | 46 | 16 | 13 | 17 | 62 | 60 | +2  |
| 12 | Birmingham             | 61 | 46 | 15 | 16 | 15 | 63 | 69 | -6  |
| 13 | Leeds United           | 61 | 46 | 17 | 10 | 19 | 57 | 66 | -9  |
| 14 | Ipswich Town           | 60 | 46 | 16 | 12 | 18 | 48 | 61 | -13 |
| 15 | Blackpool              | 59 | 46 | 14 | 17 | 15 | 62 | 63 | -1  |
| 16 | Middlesbrough          | 59 | 46 | 18 | 5  | 23 | 61 | 70 | -9  |
| 17 | Blackburn              | 58 | 46 | 14 | 16 | 16 | 55 | 62 | -7  |
| 18 | Sheffield Wed.         | 58 | 46 | 16 | 10 | 20 | 53 | 61 | -8  |
| 19 | Huddersfield Town      | 58 | 46 | 15 | 13 | 18 | 53 | 73 | -20 |
| 20 | Millwall               | 56 | 46 | 15 | 11 | 20 | 51 | 62 | -11 |
| 21 | Barnsley               | 55 | 46 | 14 | 13 | 19 | 56 | 70 | -14 |
| 22 | Peterborough United    | 54 | 46 | 15 | 9  | 22 | 66 | 75 | -9  |
| 23 | Wolverhampton          | 51 | 46 | 14 | 9  | 23 | 55 | 69 | -14 |
| 24 | Bristol City           | 41 | 46 | 11 | 8  | 27 | 59 | 84 | -25 |

|  |                                              |
|  | Promovidos diretamente para a Premier League |
|  | Classificados para os playoffs               |
|  | Rebaixados para a Football League One        |

## Resultados
|                        | BAR | BIR | BLR | BLP | BOL | B&H | BRI | BUR | CAR | CHA | CRY | DER | HUD | HUL | IPS | LEE | LEI | MID | MIL | NOT | PET | SHE | WAT | WOL |
| ---------------------- | --- | --- | --- | --- | --- | --- | --- | --- | --- | --- | --- | --- | --- | --- | --- | --- | --- | --- | --- | --- | --- | --- | --- | --- |
| Barnsley               | —   |     |     |     |     |     |     |     |     |     |     |     |     |     |     |     |     | 1-0 |     |     |     |     |     |     |
| Birmingham             |     | —   |     |     |     |     |     |     |     | 1-1 |     |     |     |     |     |     |     |     |     |     |     |     |     |     |
| Blackburn Rovers       |     |     | —   |     |     |     |     |     |     |     |     |     |     |     |     |     |     |     |     |     |     |     |     |     |
| Blackpool              |     |     |     | —   |     |     |     |     |     |     |     |     |     |     |     |     |     |     |     |     |     |     |     |     |
| Bolton                 |     |     |     |     | —   |     |     |     |     |     |     |     |     |     |     |     |     |     |     |     |     |     |     |     |
| Brighton & Hove Albion |     |     |     |     |     | —   |     |     |     |     |     |     |     |     |     |     |     |     |     |     |     |     |     |     |
| Bristol City           |     |     |     |     |     |     | —   |     |     |     |     |     |     |     |     |     |     |     |     |     |     |     |     |     |
| Burnley                |     |     |     |     | 2-0 |     |     | —   |     |     |     |     |     |     |     |     |     |     |     |     |     |     |     |     |
| Cardiff City           |     |     |     |     |     |     |     |     | —   |     |     |     | 1-0 |     |     |     |     |     |     |     |     |     |     |     |
| Charlton               |     |     |     |     |     |     |     |     |     | —   |     |     |     |     |     |     |     |     |     |     |     |     |     |     |
| Crystal Palace         |     |     |     |     |     |     |     |     |     |     | —   |     |     |     |     |     |     |     |     |     |     |     | 2-3 |     |
| Derby County           |     |     |     |     |     |     |     |     |     |     |     | —   |     |     |     |     |     |     |     |     |     | 2-2 |     |     |
| Huddersfield Town      |     |     |     |     |     |     |     |     |     |     |     |     | —   |     |     |     |     |     |     |     |     |     |     |     |
| Hull City              |     |     |     |     |     | 1-0 |     |     |     |     |     |     |     | —   |     |     |     |     |     |     |     |     |     |     |
| Ipswich Town           |     |     | 1-1 |     |     |     |     |     |     |     |     |     |     |     | —   |     |     |     |     |     |     |     |     |     |
| Leeds United           |     |     |     |     |     |     |     |     |     |     |     |     |     |     |     | —   |     |     |     |     |     |     |     | 1-0 |
| Leicester City         |     |     |     |     |     |     |     |     |     |     |     |     |     |     |     |     | —   |     |     |     | 2-0 |     |     |     |
| Middlesbrough          |     |     |     |     |     |     |     |     |     |     |     |     |     |     |     |     |     | —   |     |     |     |     |     |     |
| Millwall               |     |     |     | 0-2 |     |     |     |     |     |     |     |     |     |     |     |     |     |     | —   |     |     |     |     |     |
| Nottingham Forest      |     |     |     |     |     |     | 1-0 |     |     |     |     |     |     |     |     |     |     |     |     | —   |     |     |     |     |
| Peterborough United    |     |     |     |     |     |     |     |     |     |     |     |     |     |     |     |     |     |     |     |     | —   |     |     |     |
| Sheffield Wed.         |     |     |     |     |     |     |     |     |     |     |     |     |     |     |     |     |     |     |     |     |     | —   |     |     |
| Watford                |     |     |     |     |     |     |     |     |     |     |     |     |     |     |     |     |     |     |     |     |     |     | —   |     |
| Wolverhampton          |     |     |     |     |     |     |     |     |     |     |     |     |     |     |     |     |     |     |     |     |     |     |     | —   |

| Vitória do mandante; Vitória do visitante; Empate. Em negrito os jogos "clássicos". |